# 10월 3일
10월 3일은 그레고리력으로 개천절이자 276번째(윤년일 경우 277번째) 날이다.

## 사건
- 382년 - 로마 황제 테오도시우스 1세가 서고트족과 평화 협정을 맺고 동맹자로서 제국 영내인 발칸 반도에 정주하는 것을 허락하다.
- 1932년 - 이라크가 영국으로부터 독립하다.
- 1935년 - 이탈리아 왕국이 에티오피아를 재침공하다.
- 1953년 - 대한민국 정부, 신형법 공포 시행.
- 1972년 - 미국과 소비에트 연방, 첫 핵무기제한조치인 전략무기제한협정(SALTⅠ) 조인.
- 1990년 - 독일의 재통일: 분단 41년 만에 서독과 동독이 하나의 독일로 통일되다.
- 1990년 - 대한민국과 베냉, 수교.
- 1991년 - 조선민주주의인민공화국 김일성 주석, 중화인민공화국 방문.
- 1991년 - 대한민국과 부룬디 수교.
- 1993년 - 모가디슈 전투: 소말리아 모가디슈에서 미국 특수부대원(레인저, 델타 포스로 구성된 특임대)와 모하메드 파라 아이디드 군벌 간에 전투가 벌어졌다. 이 전투로 미군 19명 사망, 76명 부상, 블랙호크 헬기 두 대가 격추당하여 추락하고, 소말리아인 사상자는 천여 명(추정)에 이르렀다.
- 1993년 - 러시아 보리스 옐친 대통령, 반옐친 유혈시위와 관련 모스크바 일원에 국가비상사태 선포
- 1997년 - 국제 원자력 기구(IAEA), 북핵시설물 사찰과 관련 조선민주주의인민공화국 정부에 전면적 협조 촉구 결의안 채택
- 2001년 - 대한민국, 국제 민간 항공 기구(ICAO) 이사국에 선출.
- 2005년 - 대한민국의 상주시에서 상주 콘서트 압사 참사 발생 .
- 2006년 - 충청남도 당진군 ~ 경기도 평택시를 연결하는 서해대교에서 29중 추돌사고가 발생하였으며, 이 사고로 12명이 사망하고, 54명이 부상을 당했다.

## 문화
- 1789년 - 미국의 초대 대통령 조지 워싱턴이 처음으로 추수감사절을 국경일로 지정하다.
- 1900년 - 관립 화동중학교(현 경기고등학교) 개교
- 1924년 - 장학엽이 진로 설립
- 1929년 - 염상섭, 장편 《광분(狂奔)》 조선일보에 연재(∼1930년 8월 2일)
- 1934년 - 일제강점기: 동대문 ~ 청량리 간 전차궤도 복선 준공.
- 1963년 - 전라북도 정읍시에 동학 혁명 기념탑 준공
- 1967년 - 대한민국의 대표 철강기업 포항종합제철 기공식.
- 1974년 - 한국민속촌 개장.
- 2017년 - 삼성 라이온즈의 이승엽 선수가 은퇴하였다.

## 탄생
- 기원전 85년 - 로마 공화정 말기의 정치인, 군인 가이우스 카시우스 롱기누스. (~기원전 42년)
- 786년 - 제52대 일본의 천황 사가 천황. (~842년)
- 1804년 - 미국의 외교관 타운젠드 해리스. (~1878년)
- 1877년 - 대한민국의 독립운동가 홍진. (~1946년)
- 1883년 - 단테. (~1955년)
- 1900년 - 미국의 소설가 토머스 울프. (~1938년)
- 1904년 - 미국의 노벨 화학상 수상자 찰스 J. 피더슨. (~1989년)
- 1905년 - 대한민국의 정치인 송진백. (~1983년)
- 1920년 - 대한민국의 법조인 이일규. (~2007년)
- 1923년 - 미국의 작곡가, 지휘자 스타니스와프 스크로바체프스키. (~2017년)
- 1925년 - 미국의 작가, 평론가, 영화배우 고어 비달. (~2012년)
- 1928년 - 미국의 미래학자 앨빈 토플러. (~2016년)
- 1930년 - 대한민국의 정치인 김동근.
- 1932년 - 대한민국의 택시기사 김사복. (~1984년)
- 1933년 - 오스트레일리아의 테니스 선수 닐 프레이저. (~2024년)
- 1934년 - 미국의 정치인 제리 아포다카. (~2023년)
- 1935년
  - 대한민국의 조각가 최만린. (~2020년)
  - 아르메니아의 성우, 영화배우 아르멘 지가르하냔. (~2020년)
- 1936년 - 대한민국의 정치인 홍선기. (~2025년)
- 1939년 - 대한민국의 정치인 장상.
- 1941년 - 미국의 가수 처비 체커.
- 1942년 - 미국의 배우 앨런 레이친스. (~2024년)
- 1943년 - 대한민국의 사학자 심봉근.
- 1944년
  - 대한민국의 소설가 고경숙.
  - 벨기에의 수학자 피에르 들리뉴.
- 1945년
  - 대한민국의 배우 김경애.
  - 조지아의 육상 선수 빅토르 사네예프. (~2022년)
- 1946년 - 대한민국의 성우 배한성.
- 1952년 - 대한민국의 성우 김환진.
- 1953년 - 대한민국의 배우 오미연.
- 1954년
  - 미국의 블루스 기타리스트 스티비 레이 본. (~1990년)
  - 대한민국의 로봇공학자 오준호.
  - 미국의 배우 켄 왈.
- 1955년 - 아르헨티나의 전 축구 선수 호세 다니엘 발렌시아.
- 1957년 - 대한민국의 바둑 기사 권갑용. (~2023년)
- 1959년
  - 대한민국의 공직자 김응숙.
  - 미국의 배우, 가수 잭 와그너.
- 1963년 - 대한민국의 정치인 김윤.
- 1964년
  - 영국의 배우 클라이브 오언.
  - 아랍에미리트의 전 축구 선수 아드난 알 탈리아니.
- 1967년 - 캐나다의 영화 감독, 각본가 드니 빌뇌브.
- 1968년
  - 대한민국의 가수 김성수.
  - 대한민국의 전 야구 선수 김홍기.
- 1969년 - 미국의 가수 그웬 스테파니.
- 1970년
  - 대한민국의 방송인 김구라.
  - 미국의 야구 선수 제이 데이비스.
- 1971년
  - 대한민국의 배우 김애란.
  - 미국의 가수 케빈 리처드슨.
- 1972년 - 대한민국의 배우 김주혁. (~2017년)
- 1973년
  - 미국의 배우 니브 캠벨.
  - 영국의 배우 레나 헤디.
- 1974년 - 대한민국의 만화가 김정은.
- 1975년
  - 오스트레일리아의 영화 촬영 기사 그레그 프레이저.
  - 캐나다의 야구 선수 마이클 존슨.
- 1976년 - 대한민국의 손해사정사 장용석.
- 1977년 - 대한민국의 배구 선수 구기란.
- 1978년
  - 대한민국의 가수 여정인.
  - 독일의 축구 선수 게랄트 아자모아.
  - 페루의 축구 선수 클라우디오 피사로.
  - 미국의 프로레슬링 선수 대니얼 올리.
- 1979년
  - 대한민국의 배우 이성욱.
  - 미국의 레슬링 선수 개릿 로니.
  - 스위스의 축구 심판 에스터 슈타우블리.
- 1980년 - 캐나다의 아이스하키 선수 크리스 리.
- 1981년
  - 스웨덴의 축구 선수 안드레아스 이삭손.
  - 스웨덴의 축구 선수 즐라탄 이브라히모비치.
  - 일본의 라이트 노벨 작가 아이소라 만타.
  - 미국 플로리다주 포트로더데일의 프로 야구 선수 맷 머턴.
- 1982년 - 우즈베키스탄의 축구 선수 세르베르 제파로프.
- 1983년
  - 대한민국의 축구 선수 김재성.
  - 미국의 배우 테사 톰슨.
  - 브라질의 종합격투기 선수 치아구 아우베스.
  - 일본의 배우 스즈키 히로키.
- 1984년 - 대한민국의 전 가수, 배우 윤은혜 (베이비복스).
- 1985년 - 대한민국의 전 야구 선수 김창훈.
- 1986년 - 일본의 성우 혼다 마리코.
- 1987년
  - 대한민국의 가수 류세라 (나인뮤지스).
  - 대한민국의 가수 요아리.
  - 대한민국의 배우 신하연.
  - 일본의 축구 선수 다카하시 유타로.
- 1988년 - 스웨덴의 배우 알리시아 비칸데르.
- 1989년
  - 대한민국의 야구 선수 나성범.
  - 크로아티아의 축구 선수 이바 란데카.
  - 대한민국의 전 배우 석진이.
  - 대한민국의 성우 정의택.
- 1990년 - 스위스의 축구 선수 아나마리아 츠르노고르체비치.
- 1991년
  - 대한민국의 전 스타크래프트 프로게이머 박성균 (KT 롤스터).
  - 일본의 가수 타카죠 아키.
  - 일본의 축구 선수 가키네 다쿠야.
- 1992년
  - 프랑스, 알제리의 배우 리나 쿠드리.
  - 일본의 가수, 모델, 배우 하시모토 아이나.
- 1993년
  - 미국의 배우 타라 린 바.
  - 대한민국의 축구 선수 김종민.
- 1994년 - 스페인의 축구 선수 케파 아리사발라가.
- 1995년
  - 대한민국의 가수 우예린.
  - 대한민국의 야구 선수 김범수.
  - 일본의 가수 나카자와 타쿠야.
- 1996년 - 나이지리아의 축구 선수 켈레치 이헤아나초.
- 1997년
  - 대한민국의 가수 방찬 (스트레이 키즈).
  - 대한민국의 치어리더 안지현.
  - 일본의 가수 쥬리 (로켓펀치).
  - 중국의 피겨 스케이팅 선수 진보양.
  - 일본의 가수 타카하시 쥬리.
- 1998년 - 독일의 육상 선수 예미시 오군레예.
- 2000년 - 대한민국의 리그 오브 레전드 프로게이머 비스타.
- 2003년 - 대한민국의 영화배우 신햇빛.
- 2004년 - 미국의 배우 노아 슈냅.
- 2007년 - 대한민국의 가수 김수민.

## 사망
- 기원전 42년 - 로마 공화정 말기의 정치인, 군인 가이우스 카시우스 롱기누스. (기원전 85년~)
- 1226년 - 이탈리아의 수사와 성자 아시시의 프란치스코. (1181년~)
- 1597년 - 조선 중기의 왕족 하원군. (1545년~)
- 1975년 - 프랑스의 정치인 기 몰레. (1905년~)
- 1990년 - 미국의 공군 군인 커티스 르메이. (1906년~)
- 2004년 - 미국의 배우 재닛 리. (1927년~)
- 2009년
  - 대한민국의 독립운동가 강윤국. (1926년~)
  - 헝가리의 펜싱 선수 콜초너이 에르뇌. (1953년~)
- 2015년 - 영국의 정치인 데니스 힐리. (1917년~)
- 2017년
  - 대한민국의 군인, 정치인, 스포츠 행정가 김운용. (1931년~)
  - 이라크의 정치인 잘랄 탈라바니. (1933년~)
- 2018년
  - 대한민국의 시인 허수경. (1964년~)
  - 대한민국의 산악인 김창호. (1969년~)
  - 미국의 물리학자 리언 레더먼. (1922년~)
- 2021년
  - 미국의 영화배우 신시아 해리스. 1934년(~)
  - 스페인의 축구 선수 루이스 베요. (1929년~)
- 2022년
  - 대한민국의 만화가 김정기. (1975년~)
  - 루마니아의 펜싱 선수 플로린 잘로미르. (1981년~)
- 2023년
  - 대한민국의 기업인 강신호. (1927년~)
  - 대한민국의 기업인 김만수. (1930년~)
- 2024년
  - 대한민국의 체육인 강원식. (1939년~)
  - 프랑스의 영화감독 미셸 블랑. (1952년~)

## 기념일
- 대한민국에서 10월 3일은 개천절이다. 음력 10월 3일 참조.
- 통일기념일: 독일

## 같이 보기
- 전날: 10월 2일 다음날: 10월 4일 - 전달: 9월 3일 다음달: 11월 3일
- 음력: 10월 3일
- 모두 보기
- 개천절